# Jamal Naji (Handballspieler)
Jamal Naji (* 3. Juni 1986 in Bad Honnef) ist ein deutscher Handballtrainer und ehemaliger Handballspieler.

## Karriere
Jamal Naji lernte das Handballspielen bei der HSG Siebengebirge, wo der 1,96 m große Rückraumspieler auch im Erwachsenenbereich als Spieler und Nachwuchskoordinator aktiv war. Später lief der gebürtige Bad Honnefer mit marokkanischen Wurzeln in der 3. Liga für den TuS Niederpleis, die HSG Römerwall und der HSG Mülheim-Kärlich/Bassenheim auf, ehe eine schwere Verletzung seine Laufbahn beendete.
Naji übernahm zur Saison 2014/15 die U17-Mannschaft des VfL Gummersbach.
Ab 2017 war Naji als Jugendkoordinator und Trainer der A-Jugend beim Drittligisten TSV Bayer Dormagen tätig. In der A-Jugend Bundesliga gewann er mit seiner Mannschaft 2019 die Staffel West und schied im anschließenden Viertelfinale aus. Auch 2020 wurde man Tabellenerster der Staffel West. Die anschließende Finalrunde wurde wegen der COVID-19-Pandemie abgebrochen.
In der Rückrunde der Saison 2018/19 schaffte er zusätzlich mit seinem Heimatverein HSG Siebengebirge den Klassenerhalt in der Regionalliga Nordrhein.
Nach drei Jahren verließ er Dormagen und übernahm den Posten als Cheftrainer beim Bundesliga-Aufsteiger TUSEM Essen. Mit dem TUSEM stieg er als Vorletzter in der Saison 2020/21 wieder in die 2. Bundesliga ab. Dort erreichte er mit dem Team in der Spielzeit 2021/22 den 8. Rang.
Ab der Bundesliga-Saison 2022/23 trainierte er den Bergischen HC. Er wurde am 16. April 2024 aufgrund des ausbleibenden Saisonerfolgs vom Bergischen HC freigestellt.

## Sonstiges
Jamal Naji hat ein Masterstudium in Politikwissenschaft und Geschichtswissenschaft an der Universität Bonn abgeschlossen.